# Enrique de Castilla (1288-1299)
Enrique de Castilla (Vitoria, 1288-Toro, 1299) fue un infante de Castilla, hijo de Sancho IV de Castilla y de su esposa, la reina María de Molina.

## Biografía
Nació en la ciudad de Vitoria en 1288, hijo del rey Sancho IV y de la reina María de Molina. Era nieto por parte paterna de Alfonso X el Sabio y de la reina Violante de Aragón, hija de Jaime I de Aragón. Sus abuelos maternos fueron Alfonso de Molina, hijo del rey Alfonso IX de León y su tercera esposa Mayor Alfonso de Meneses. Tuvo varios hermanos, entre ellos el rey Fernando IV de Castilla, así como los infantes Pedro, Felipe, Alfonso, Beatriz e Isabel.
El infante Enrique de Castilla falleció en la ciudad zamorana de Toro en 1299, a los once años de edad.

## Sepultura
Después de su defunción, el cadáver del infante Enrique recibió sepultura en la capilla mayor de la iglesia del monasterio de San Ildefonso de Toro, de la Orden de los dominicos, actualmente en estado ruinoso. Su sepultura en dicho lugar es confirmada en el testamento de la reina María de Molina, que había sido la fundadora de dicho monasterio.
Sin embargo, en el monasterio de San Salvador de Oña se encuentra un sepulcro de madera, colocado en el panteón condal en el que según la tradición yace el infante Enrique así como su hermano, el infante Felipe de Castilla.